# Vas Márton
Vas Márton (Dunaújváros, 1980. március 2. –) sikeres magyar profi válogatott jégkorongozó. Testvére Vas János szintén jégkorongjátékos.

## Karrier
Tízévesen kezdte a jégkorong alapjainak elsajátítását a Dunaferrben Kercsó Árpád keze alatt. 1995-ben mutatkozott be a felnőtt bajnokságban, a következő évben pedig bajnokságot is nyert az újvárosi csapattal. A sikert egy ezüstérem követte az ezt követő szezonban, majd az Amerikai Egyesült Államok junior bajnokságaiban próbálta ki magát.
A tengerentúli kirándulását az arizonai Flagstaff Mountainiers csapatában kezdte, amelynek sikerült elhódítania a Western States Hockey League Junior B liga bajnoki címét. A diadalt követően előreléphetett, hiszen helyet szerzett a kanadai junior A ligás Hawkesbury Hawks gárdájába. Itt is sikerült bajnoki címet szereznie, majd a keleti államok kupáján, amin 3 bajnokság győztesei mérték össze tudásukat, döntőjében 2. helyen végeztek, így nem jutottunk be a nagy kanadai döntőbe.
Az USA-ba tett kitérő után visszatért nevelőegyesületéhez. A 2003-04-es szezont már a svéd harmadosztályban kezdte a Grums IK csapatában. Aztán két évet megint a magyar bajnokságban töltött. 2006-tól a francia HC Briançon mezében lépett jégre. A Briançonban töltött idő alatt kétszer került be a döntőbe.
2015 szeptemberétől az olasz HC Fassa játékosa lett.
2017 májusában bejelentette visszavonulását.

## Válogatott
A válogatottban 2001-ben mutatkozott be, és 2003-tól minden évben részt vett az adott évi világbajnokságon. Tokaji Viktor sérülése, majd visszavonulása után a válogatott csapatkapitánya is volt. Testvérével együtt részese volt a 2008-as szapporói divízió I-es jégkorong-világbajnokságon a feljutásnak, majd egy év múlva a svájci jégkorong-világbajnokságon is részt vett. 2016-ban ismét a legmagasabb szinten játszhatott a csapat, Márton a torna utolsó magyar mérkőzése után jelentette be, hogy többet nem lép jégre címeres mezben.

## Edzőként
2018-ban kinevezték a magyar U20-as válogatott élére. 2023 nyarán a francia Briançon trénere lett.